# Registre de catalans residents a l'exterior
El Registre de catalans residents a l'exterior és un registre de ciutadans catalans que tenen residència a l'estranger gestionat per la Secretaria d'Afers Exteriors i de la Unió Europea de la Generalitat de Catalunya. La inscripció a aquest registre és de caràcter voluntari i s'adreça a les persones que tenen la condició política de català. Fou creat el 27 de maig de 2014 i és obert des del 3 de juny del mateix any.
El registre té per finalitat conèixer les demandes i les necessitats dels catalans residents a l'exterior per tal de desenvolupar les línies d'actuació i els programes adequats per part del Govern de la Generalitat, a més de facilitar als catalans residents a l'exterior l'exercici dels seus drets i afavorir que l'aplicació de les competències de la Generalitat de Catalunya que els afecten sigui més efectiva.